# Géza Herczegh
Géza Herczegh (Veľké Kapušany, 17 oktober 1928 - Boedapest, 11 januari 2010) was een Hongaars rechtsgeleerde. Hij was van 1967 tot 1990 hoogleraar aan de Universiteit van Pécs en van 1990 tot 1993 rechter en vicepresident van het Hongaarse constitutionele hof. Van 1993 tot 2003 was hij rechter van het Internationale Gerechtshof.

## Levensloop
Herczegh werd in 1928 geboren in Veľké Kapušany dat toen in Tsjecho-Slowakije en tegenwoordig in Slowakije ligt en waar de meerderheid van de bevolking Hongaars is.
Hij studeerde in 1951 af in rechten aan de Universiteit van Szeged. Aansluitend was hij als wetenschappelijk medewerker internationaal recht verbonden aan het instituut voor politieke wetenschappen van de Corvinus-universiteit van Boedapest. Hier behaalde hij zijn doctoraat in 1965.
Van 1967 tot 1990 was hij hoogleraar en directeur van de afdeling voor internationaal recht aan de Universiteit van Pécs en daarbij van 1981 tot 1987 decaan van de juridische faculteit. Daarnaast hield hij als gastdocent lezingen en seminars aan verschillende buitenlandse universiteiten op het gebied van internationaal humanitair recht, in het bijzonder in de omzetting en de verbreiding ervan. Hij vertegenwoordigde Hongarije alsook het Rode Kruis tijdens verschillende internationale conferenties, waaronder van 1974 tot 1977 als lid van de Hongaarse delegatie bij de conferentie die leidde tot het akkoord van de eerste twee aanvullende protocollen van de Geneefse Conventies.
Van 1990 tot 1993 was hij rechter en vicepresident van het Hongaarse constitutionele hof (Magyar Köztársaság Alkotmánybírósága). Vanaf mei 1993 werd hij de opvolger van Manfred Lachs, die dat jaar in januari was overleden, als rechter van het Internationale Gerechtshof in Den Haag. Hij diende eerst de termijn van Lachs uit tot 1994 en werd daarna herkozen voor een nieuwe volle termijn tot februari 2003.
Herczegh was sinds 1985 corresponderend lid en sinds 1990 gewoon lid van de Hongaarse Academie van Wetenschappen. Hij ontving eredoctoraten van de universiteiten van Marburg (1990) en Pécs (2000).

## Werk (selectie)
- 1965: Gutachten des Institutes für Staats- und Rechtswissenschaften der Ungarischen Akademie der Wissenschaften über die völkerrechtliche Lage Ungarns nach dem 19. März 1944, Boedapest
- 1969: General Principles of Law and the International Legal Order, Boedapest
- 1984: Development of International Humanitarian Law, Boedapest

- Bibliothèque nationale de France: cb127855435 (data)
- Gemeinsame Normdatei: 1025828186
- International Standard Name Identifier: 0000 0001 0921 4302
- Library of Congress Control Number: n83012889
- Nationale Bibliotheek van Tsjechië: vse2008476896
- Nederlandse Thesaurus van Auteursnamen: 068938993
- Système universitaire de documentation: 056745400
- Virtual International Authority File: 85302570
- WorldCat: E39PBJmhKKhQDCJBx3bJCxbyBP